# Liam O’Flaherty

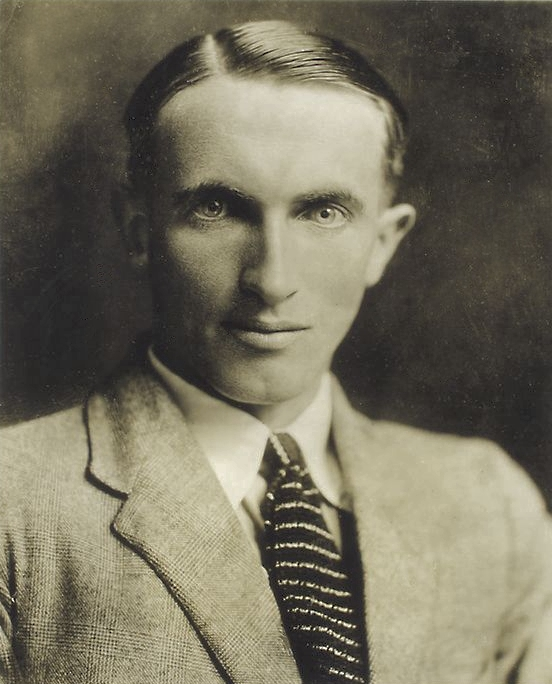
Liam O’Flaherty

Liam O’Flaherty (irl. Liam Ó Flaithearta; ur. 28 sierpnia 1896 w wiosce Gort na gCapall na wyspie Inis Mór, hrabstwo Galway, zm. 7 września 1984 w Dublinie) – irlandzki pisarz specjalizujący się w powieściach i opowiadaniach. Był jedną z czołowych figur Odrodzenia Irlandzkiego w literaturze.

## Życiorys
Był dziewiątym z dziesięciu dzieci Mícheála Ó Flaithearta i Maggie Ganley z Gortów na gCapall. Edukację rozpoczął w Oatquarter National School w Inishmore, kontynuował ją na Rockwell College, a jako kierunek studiów wybrał teologię – pragnął być księdzem. Porzucił jednak szkołę, by wstąpić do Irish Guards, pułku Armii Brytyjskiej. Zaciągnął się jednak jako Bill Gantley, używając panieńskiego nazwiska matki. Został ranny w bombardowaniu pod Langemarck we wrześniu 1917 roku i po latach zmagań się z depresją endogenną został zwolniony ze służby.
Po powrocie do ojczyzny, Liam zajął się polityką. 8 grudnia 1922 roku, dwa dni po ustanowieniu Wolnego Państwa Irlandzkiego, wraz z grupą zaangażowanych w sprawę ludzi przejął na cztery dni budynek w Dublinie, wywieszając na nim czerwony sztandar, symbol ruchów robotniczych.
Po I wojnie światowej postanowił wprowadzić kilka zmian do swojego życia. Posmakował Ameryki, mieszkając w Hollywood przez niedługi czas. Jego kontaktem tam był kuzyn, reżyser John Ford, który potem zekranizował jedną z powieści O’Flaherty’ego.

## Twórczość
Swoją karierę literacką rozpoczął książką The Neighbour's Wife (1923), opublikowaną dzięki poparciu Edwarda Garnetta, który pomógł też Liamowi napisać jego kolejną powieść, The Black Soul (1924) i zapoznał go z twórczością rosyjskich mistrzów: Dostojewskiego i Gogola. Dzięki temu jego następne powieści, The Informer (1925), Mr Gilhooley (1926) i The Assassin (1928) nasiąknięte były mrokiem typowym dla rosyjskiego St. Petersburga. Z kolei jego dwie kolekcje opowiadań, Spring Sowing (1924) i The Tent (1926) zapewniły mu miejsce wśród pisarzy silnie inspirujących się chłopskim życiem. The Return of the Brute (1930), The Martyr (1935) i Hollywood Cemetery (1935) ukazywały natomiast jego obsesje. The House of Gold (1929) oraz Skerrett (1932) ukazują jego wizję społeczeństwa poprzez grupę bohaterów zmagających się samotnie ze swoimi dylematami psychicznymi. Two Years (1930) and Shame the Devil (1934) to dzieła autobiograficzne. Jego ostatnie powieści, Famine (1937), Land (1946) i Insurrection (1950) tworzą trylogię historyczną, opowiadajcą o powstawaniu współczesnego irlandzkiego nacjonalizmu.
Wydaniem zbioru opowiadań w języku irlandzkim pod tytułem: Dúil (Desire) O’Flaherty podbił serca nowej publiczności.
Cieszył się sławą do późnych lat, kiedy to zaczął się izolować od ludzi. Umarł 7 września 1984 roku w Dublinie. Po śmierci wiele z jego dzieł zostało wydane ponownie, opublikowano także część jego listów. Przez ludzi, którzy zetknęli się z jego literaturą, do dzisiaj uznawany jest za jednego ze znaczących pisarzy dwudziestego wieku. Nie zapomina się także o jego silnym wpływie na irlandzką kulturę.

### Twórczość on-line
- The Sniper (ang)
- The Reaping Race (ang)
- A Tourist's Guide to Ireland (ang)